# Östra Snubbtjärnen
Östra Snubbtjärnen är en sjö i Ljusdals kommun i Hälsingland och ingår i Ljusnans huvudavrinningsområde.